# Veleposlaništvo Republike Slovenije v Srbiji
Veleposlaništvo Republike Slovenije v Srbiji (uradni naziv Veleposlaništvo Republike Slovenije Beograd, Srbija) je diplomatsko-konzularno predstavništvo (veleposlaništvo) Republike Slovenije s sedežem v Beogradu (Srbija). Poleg te države to veleposlaništvo pokriva še Romunijo.
Trenutni veleposlanik je Slobodan Šešum.

## Veleposlaniki
- Slobodan Šešum (2025-danes)[1]
- Damjan Bergant (2020-2025)
- Iztok Jarc (2019-2020)
- Vladimir Gasparič (2015-2019)
- Franc But (2010-2015)[2]
- Miroslav Luci (2005-2010)
- Borut Šuklje (2000-2004)